# Dungeon Family
Die Dungeon Family ist ein loses Musikerkollektiv aus Atlanta, Georgia, das sich 1991 gründete. Das Kollektiv prägte den Begriff Dirty South, der heute ein ganzes Genre beschreibt. Erstmals verwendet wurde er auf dem Goodie-Mob-Album Soul Food. Zu den bekanntesten Mitgliedern der Dungeon Family gehören OutKast, Future und CeeLo Green. 
Produziert wurden die einzelnen Künstler und Gruppen fast ausschließlich von Organized Noize, die unter anderem für TLC und En Vogue Hits geschrieben haben. Der Name des Kollektivs ist ein Verweis auf das Studio des Producers Rico Wade, in dem viele der ersten Aufnahmen des Kollektivs entstanden: Das Studio befand sich im Keller des Hauses seiner Mutter und wurde „Dungeon“, also „Verließ“ genannt. 
Die Dungeon Family gliedert sich in zwei Generationen: Die erste Generation besteht seit 1993, die zweite kam Anfang des neuen Jahrtausends hinzu.
2001 wurde Even in Darkness, das bislang einzige Album der Dungeon Family veröffentlicht. Auf diesem ist bis auf den letzten Song nur die Erste Generation zu hören. 2004 gründete Big Boi die Supergroup Purple Ribbon All-Stars, die aus Mitgliedern der Dungeon Family besteht. Sie veröffentlichte auf seinem Label Purple Ribbon Records zwei Mixtapes.
Im April 2024 starb Dungeon-Family-Gründer Rico Wade an Herzkomplikationen.

## Gliederung
(in Klammern die Gruppen, der die jeweiligen Musiker angehören bzw. angehörten)

### Erste Generation
- Big Boi (OutKast, Earthtone III, Purple Ribbon All-Stars)
- André 3000 (OutKast, Earthtone III)
- Mr. DJ (Earthtone III)
- CeeLo Green (Goodie Mob, Gnarls Barkley)
- Big Gipp (Goodie Mob, Kinfolk)
- Khujo Goodie (Goodie Mob, Lumberjacks)
- T-Mo Goodie (Goodie Mob, Lumberjacks)
- Sleepy Brown (Organized Noize, Society of Soul, Sleepy's Theme, Purple Ribbon All-Stars)
- Ray Murray (Organized Noize, Society of Soul, Dungeon East)
- Rico Wade (Organized Noize, Society of Soul)
- Big Rube (Society of Soul)
- Witchdoctor
- Backbone (Slic Patna)
- Cool Breeze (The Calhouns)
- Mello (Parental Advisory)
- K.P. (Parental Advisory)
- Big Reese (Parental Advisory)
- Lil' Will

Anmerkungen
- Earthtone III und Organized Noize sind Produktionsunternehmen
- Parental Advisory und Earthtone III existieren nicht mehr

## Zweite Generation (Auswahl)
- Killer Mike
- Slimm Cutta Calhoun
- Supa Nate (Konkrete, Purple Ribbon All-Stars)
- Lil' Brotha (Konkrete, Purple Ribbon All-Stars)
- Blackowned C-Bone (Konkrete, Purple Ribbon All-Stars)
- Bubba Sparxxx (Purple Ribbon All-Stars, New Money)
- Scar (Purple Ribbon All-Stars)
- Janelle Monáe
- Roscoe
- Future

## Bekannte Veröffentlichungen von Mitgliedern
- 1993: Parental Advisory – Ghetto Street Funk
- 1994: OutKast – Southernplayalisticadillacmuzik
- 1994: Joi – Pendulum Vibe
- 1995: Society of Soul – Brainchild
- 1995: Goodie Mob – Soul Food
- 1996: OutKast – ATLiens
- 1998: Sleepy's Theme – The Vinyl Room
- 1998: Goodie Mob – Still Standing
- 1998: Witchdoctor – A S.W.A.T. Healing Ritual
- 1998: OutKast – Aquemini
- 1999: Cool Breeze – East Point's Greatest Hits
- 1999: Goodie Mob – World Party
- 2000: OutKast – Stankonia
- 2001: Dungeon Family – Even in Darkness
- 2001: OutKast – Big Boi and Dre Present… OutKast
- 2002: CeeLo Green – …and His Perfect Imperfections
- 2003: OutKast – Speakerboxxx/The Love Below
- 2004: CeeLo Green – … Is The Soul Machine
- 2004: Goodie Mob – One Monkey Don't Stop No Show
- 2005: Lumberjacks – Livin' Life as Lumberjacks
- 2005: Purple Ribbon All-Stars – Big Boi Presents… Got Dat Purp Vol. 2
- 2006: Bubba Sparxxx – The Charm
- 2006: Gnarls Barkley – St. Elsewhere
- 2006: OutKast – Idlewild
- 2006: Sleepy Brown – Mr. Brown
- 2008: Gnarls Barkley – The Odd Couple
- 2010: Big Boi – Sir Lucious Left Foot: The Son of Chico Dusty
- 2012: Big Boi – Vicious Lies and Dangerous Rumors
- 2017: Big Boi – Boomiverse